# 刘稷
劉稷（？—23年）中国反新起义武将，前漢舂陵侯宗族，劉縯同族。

## 生平
| 姓名         | 劉稷                                 |
| 時代         | 新朝代                               |
| 生卒年       | 生年不詳 - 23年（更始元年）          |
| 字・別号     | 〔不詳〕                             |
| 出身地       | 〔不詳〕                             |
| 職官         | 〔舂陵軍部将〕 →抗威将軍〔更始<拒>〕 |
| 爵位・号等   | -                                    |
| 陣营・所属等 | 劉縯→更始帝                          |
| 家族・一族   | 〔不詳〕                             |

刘稷是劉縯率领的舂陵軍部将，与劉縯关系親近。是冲锋陷阵、勇冠三軍的猛将。更始元年（23年）二月，劉縯和劉玄都作为皇帝备选人，荊州反新軍内多有議論，劉縯为了避免分裂，让劉玄为皇帝。当時，劉稷攻打南陽郡魯陽，途中听说劉玄即位，他大怒道：「原本策划起义的是劉伯升、刘文叔兄弟（劉縯、劉秀），现在劉聖公（劉玄）是做什么的？」
这些话被人向更始帝一派報告，更始帝把劉縯、劉稷作为排除的对象。同年夏，更始帝授劉稷抗威将軍之位，劉稷拒绝接受。以此为口实，更始帝和属下将领率兵数千人逮捕劉稷，将要誅殺他。劉縯为劉稷向更始帝求情，大司馬朱鮪、五威将軍李軼劝更始帝一并殺害劉縯，于是劉縯和劉稷一同被誅殺。